# Понтекорво
Понтеко́рво (итал. Pontecorvo) — муниципалитет в итальянской провинции Фрозиноне, на р. Лири. При папе Юлии II присоединён к Папской области. При Наполеоне I маршал Бернадот носил титул принца Понтекорво.
Понтекорво расположен примерно в 110 км юго-восточнее Рима, в 34 км юго-восточнее Фрозиноне.
Город получил своё название от древнего моста (итал. Pontecorvo — кривой мост), который сохранился до настоящего времени. Мост был сделан изогнутой формы, чтобы преодолеть проблемы с силой течения реки.
Также в городе есть собор, замок. В окрестностях города находится церковь Святых Космы и Дамиана.
Покровителем коммуны почитается Иоанн Креститель, празднование 29 августа.